# ヨハン・ハインリヒ・フォン・チューネン

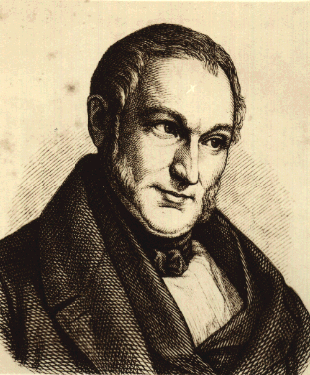
ヨハン・ハインリヒ・フォン・チューネン

ヨハン・ハインリヒ・フォン・チューネン（Johann Heinrich von Thünen、1783年6月24日 - 1850年9月22日）は、ドイツの経済学者・地理学者。代表的著作『孤立国』（原題『農業と国民経済に関する孤立国：穀価、土地肥力及び租税が農業に及ぼす影響に関する研究』Der isolierte Staat in Beziehung auf Landwirtschaft und Nationalökonomie : Untersuchungen über den Einfluß, den die Getreidepreise der Reichtum, des Bodens und die Abgaben auf den Ackerbau ausüben.、1826）によって、経済地理学における先駆的な業績を残し、フェルナン・ブローデルに「19世紀の最も偉大な経済学者として、マルクスと並ぶ位置を占める」と評せられた。
チューネンは北ドイツのメクレンブルクの地主であり、『孤立国』の第1巻では、経済地理と空間経済に関する最初の本格的な分析を、地代の理論と結びつけることにより行った。こうした分析を行う方法論の開発は、土地利用パターンの予測そのものよりも、より重要な彼の功績である。

## 生涯
1783年、当時存在した領邦国家・オルデンブルクのヴァンガーラントにあるヴァッデヴァルデンで農場主の息子として生まれる。ゲオルク・アウグスト大学ゲッティンゲン（ゲッティンゲン大学）で短期間学んだことはあったものの、ほとんど農場主として働いた。1810年にはロストック郊外の農村地帯にマナー・ハウス・テロー農場（de:Herrenhaus Tellow）を購入し、移住。チューネン没後100年以上経た1972年3月には、この農場の一部にチューネン博物館がつくられた。そして、このテロー農場での農場経営者として緻密な収支計算を基に出版されたのが「農業と国民経済に関する孤立国：穀価、土地肥力及び租税が農業に及ぼす影響に関する研究」（1826年）である。この功績によってチューネンは、1830年にロストック大学から名誉博士号を授与された。1850年9月22日、テローで死去。